# Яйця (фільм)
«Яйця» — норвезька комедійно-драматична стрічка, яка була представлена на «Двотижневику режисерів» Каннського кінофестивалю в 1995 році.

## Сюжет
Му та Па — двоє сімдесятирічних братів, які живуть у глухому норвезькому селі. Вони нерозлучні все життя, не враховуючи поїздки Па в Смоланд на мотоциклі на кілька днів. У них немає родин, вони звикли до свого розміреного життя. Одного дня їхній спокій руйнує Конрад — позашлюбний син Па. Як виявилось у Швеції брат зав'язав короткочасний роман з дівчиною, внаслідок якого народився хлопчик. Мати Конрада хвора й не може піклуватися про свого сина-інваліда, прикутого до візка. У дорослого чоловіка є колекція яєць, якою він дуже цінує, крім того він розмовляє мовою птахів. Коробка Конрада містила секрет, який випадково став відомий Му. Усі троє розважаються спогляданням у вікно під звуки старого радіоприймача, а раз на тиждень до них приходить Силіндія, щоб поприбирати в будинку. Поки вона працює, старі спостерігають за нею, завчасно приготувавши попкорн і закуски.

## У ролях
| Актор              | Роль            |
| ------------------ | --------------- |
| Сверре Хансен      | Му              |
| Х'єлль Стормоен    | Па              |
| Лейф Андре         | Конрад          |
| Юні Дар            | Силіндія Волунд |
| Ульф Венгор        | Вернон          |
| Тронд Гевік        | Блумдаль        |
| Альф Конрад Ольсен | Джим            |
| Лейф Мальмберг     | Пріст           |

## Знімальна група
- Кінорежисер — Бент Хамер
- Сценарист — Бент Хамер
- Кінопродюсер — Фінн Еррум
- Композитор — Fleshquartet
- Кінооператор — Ерік Поппе
- Кіномонтаж — Скафті Гудмундссон
- Художник-постановник — Джек Ван Домберг
- Художник з костюмів — Лайла Голм[2].

## Сприйняття

### Критика
Фільм отримав переважно схвальні відгуки. На сайті Rotten Tomatoes оцінка стрічки становить 81 % на основі 307 відгуків від глядачів із середньою оцінкою 4/5. Фільму зарахований «попкорн» від глядачів, Internet Movie Database — 6,8/10 (779 голосів).

### Номінації та нагороди
| Нагороди та номінації фільму «Яйця» | Нагороди та номінації фільму «Яйця»   | Нагороди та номінації фільму «Яйця» | Нагороди та номінації фільму «Яйця» | Нагороди та номінації фільму «Яйця» | Нагороди та номінації фільму «Яйця» |
| Рік                                 | Кінофестиваль/кінопремія              | Категорія/нагорода                  | Номінант                            | Результат                           |                                     |
| ----------------------------------- | ------------------------------------- | ----------------------------------- | ----------------------------------- | ----------------------------------- | ----------------------------------- |
| 1995                                | «Аманда»                              | Найкращий фільм                     | Бент Хамер                          | Перемога                            |                                     |
| 1995                                | «Аманда»                              | Найкращий актор                     | Сверре Хансен, Х'єлль Стормоен      | Перемога                            |                                     |
| 1995                                | Каннський кінофестиваль               | Золота камера                       | Бент Хамер                          | Номінація                           |                                     |
| 1995                                | Московський міжнародний кінофестиваль | Нагорода св. Анни                   | Бент Хамер                          | Перемога                            |                                     |
| 1995                                | Міжнародний кінофестиваль у Торонто   | Приз ФІПРЕССІ                       | Бент Хамер                          | Перемога                            |                                     |
| 1996                                | Руанський нордичний кінофестиваль     | Приз глядацьких симпатій            | Бент Хамер                          | Перемога                            |                                     |